# Curso del 63
Curso del 63 (Curso del 73 en su segunda edición) fue un docu-reality emitido por Antena 3 y Neox en el que 20 jóvenes se enfrentan a la educación de los años 60 y 70 respectivamente. Este formato ha sido adaptado del programa inglés That'll teach 'Em (Así aprenderán), posteriormente adaptado también en Francia como Le pensionnat de Chavagnes (El Internado de Chavagnes) y al alemán Die harte Schule der 50er (La dura escuela de los 50) en Italia como Il Collegio (El colegio), en Noruega (Internatet Feriekolonien), en Bélgica (De Jeugd van Tegenwoordig), en Países Bajos (Dat zal ze leren!) y en Rusia (Колледж - Kolledzh).

## Formato
Curso del 63 / Curso del 73 es una adaptación del reality show inglés That'll teach 'Em, en el que 20 jóvenes deben convivir en un internado adaptado como el año 63. El único elemento de tecnología actual son los micrófonos que llevan los concursantes, las cámaras y el confesionario donde cuentan cómo se sienten o piden ayuda psicológica cuando les es necesario.
Está producido por Zeppelin TV, encargada de otros formatos de telerrealidad muy similares como Gran Hermano y Fama, ¡a bailar!.

## Primera edición: Curso del 63 (2009)
Cada programa de Curso del 63 empieza con un resumen de los anteriores y un avance de lo ocurrido durante la semana.
Los padres de los concursantes suelen juzgar el comportamiento de sus hijos en un determinado vídeo, y la mayoría de las veces también los concursantes reflexionan sobre lo ocurrido en la tranquilidad del confesionario.
En Curso del 63 no hubo presentadores, pero sí un narrador, que fue el mismo director del colegio, Vicente Gil.
Al final todos los concursantes masculinos fueron expulsados al haber profanado un retrato del presunto fundador del San Severo.

### Profesores
Para hacer las clases, los productores decidieron recurrir a actores que, al mismo tiempo, contasen con experiencia en el mundo de la docencia:
| Nombre               | Actor o actriz      | Ocupación                                                                  | Profesor de...                                                    |
| -------------------- | ------------------- | -------------------------------------------------------------------------- | ----------------------------------------------------------------- |
| Vicente Pastor       | Vicente Gil         | Actor de doblaje                                                           | Director de la escuela                                            |
| Alicia Flon          | Alicia Flon         | Licenciada en Arqueología y Prehistoria                                    | Profesora de Geografía, Matemáticas, Historia y Prefecta Femenina |
| Luis Dopazo          | Miguel Lago         | Licenciando en Filología Hispánica, actor y colaborador de televisión      | Profesor de Física y Química, Biología y Prefecto Masculino       |
| José Cabrera         | José Carlos Carmona | Profesor de Universidad, Director de Orquesta y Coro y Doctor en Filosofía | Profesor de Música, Latín y Filosofía                             |
| Julia Gallardo       | Irene Lázaro        | Actriz y profesora de Lengua y Literatura                                  | Profesora de Lengua, Literatura y Hogar                           |
| Carl Dobson          | Carl Dobson         | Militar                                                                    | Profesor de Educación Física                                      |
| Ildebrando Rodríguez | Brandy Rodríguez    | Profesor de Educación Física y entrenador de artes marciales               | Supervisor nocturno                                               |

### Alumnos
El internado inicialmente estaría habitado por 21 jóvenes, once chicos y diez chicas, debido a los abandonos y a las entradas de sustitución, 24 alumnos pisaron San Severo a lo largo del curso.
| Nombres                       | Edad | Residente | En el programa...                  |
| ----------------------------- | ---- | --------- | ---------------------------------- |
| Iván Latorre Montoya          | 19   | Valencia  | Expulsado                          |
| Héctor Javier Calvo Alonso    | 19   | Madrid    | Expulsado                          |
| Daniel Martín                 | 20   | Barcelona | Expulsado                          |
| Alberto García Durán          | 19   | Valencia  | Expulsado                          |
| David García                  | 19   | Cádiz     | Expulsado                          |
| Adrián Fernández              | 18   | Huelva    | Expulsado                          |
| Joshua López                  | 18   | Barcelona | Expulsado                          |
| José Estrems                  | 19   | Valencia  | Expulsado                          |
| Mario Jiménez                 | 19   | Málaga    | Expulsado                          |
| Francisco Javier Forero Román | 18   | Cádiz     | Entrada de sustitución y Expulsado |
| Alejandro Gil                 | 18   | Barcelona | Entrada de sustitución y Expulsado |
| Ana Julia Jiménez             | 19   | Málaga    | Graduada con honores               |
| Claudia Moltó                 | 18   | Valencia  | Graduada con honores               |
| Carmen Madrigal               | 19   | Málaga    | Graduada                           |
| Aroa Ortega                   | 18   | Madrid    | Graduada                           |
| Gemma Seco                    | 19   | Madrid    | Graduada                           |
| Deseada Amores                | 19   | Málaga    | Graduada                           |
| Inma Norte                    | 19   | Sevilla   | Graduada                           |
| Marta Ríos                    | 18   | Madrid    | Graduada                           |
| Silvia Cabanillas             | 18   | Alicante  | Graduada                           |
| Jennifer Sánchez              | 19   | Valencia  | Entrada de sustitución y Graduada  |
| Laura Abellán                 | 19   | Alicante  | Abandono voluntario                |
| Pau Montaner                  | 18   | Barcelona | Abandono voluntario                |
| Kevin Juan Roselló            | 18   | Valencia  | Abandono voluntario                |

### Audiencias
| Capítulo | Programa                        | Fecha de emisión                | Hora  | Espectadores | Share |
| -------- | ------------------------------- | ------------------------------- | ----- | ------------ | ----- |
| 1        | «Entrada a San Severo»          | Martes, 6 de octubre de 2009    | 22:00 | 4.019.000    | 21,8% |
| 2        | «La gripe»                      | Martes, 13 de octubre de 2009   | 22:15 | 4.166.000    | 22,4% |
| 3        | «Clases de baile y un guateque» | Martes, 20 de octubre de 2009   | 22:15 | 3.800.000    | 21,1% |
| 4        | «Visita de los padres»          | Martes, 27 de octubre de 2009   | 22:15 | 3.248.000    | 18,3% |
| 5        | «La expulsión de los chicos»    | Martes, 3 de noviembre de 2009  | 22:30 | 3.321.000    | 17,8% |
| 6        | «Fin de curso»                  | Martes, 10 de noviembre de 2009 | 22:30 | 2.808.000    | 15,3% |

### La vida después del reality
Debido a la gran repercusión de la primera edición, hemos podido ver a algunos de sus alumnos apareciendo en los medios de comunicación.
Pau Montaner, el alumno que abandonó a los pocos días de concurso, contó todo lo que no se vio en Curso del 63. Afirmó que el reality les había estafado, que les habían mentido, aunque volvería a repetir la experiencia. Dijo que se presentaría a Gran Hermano 12, ya que tenía más papeletas para entrar. Finalmente no fue elegido en el casting, pero más tarde participó en el programa Un príncipe para Corina como conquistador de Corina.
Marta Ríos fue la primera en aparecer en las revistas, y lo hizo desnuda en la conocida Interviú.
Ana Julia Jiménez una de las ganadoras, participó en el programa Guaypaut!, siguió los pasos de su compañera, y protagonizó otro número de Interviú.
Carmen Madrigal, una de las alumnas más polémicas, participó de pretendienta y tronista en Mujeres y hombres y viceversa.
Héctor Calvo, participó como invasor en el programa Invasores de Neox y salió en Negocia como puedas de Negociador en Cuatro.
En cuanto a los profesores cabe destacar:
"Don Luis" (Miguel Lago):  cómico gallego, continúa su carrera en Paramount Comedy donde ha realizado ocho monólogos y un especial, "Pata Negra", que registró una audiencia histórica. Entre 2019 y 2022 participó como colaborador en el programa Todo es Mentira de Cuatro. Actualmente participa como colaborador del programa Y Ahora Sonsoles, de Antena 3,  presentado por Sonsoles Ónega.
"Don José (José Carlos Carmona)": El profesor de Música en la serie, profesor de música en la vida real y actor, llegó a ser Catedrático de Dirección de Orquesta del Conservatorio Superior de Música de Málaga en los años 2012 a 2014 y posteriormente (2015) consiguió ser Profesor Titular del Área de Música de la Universidad de Sevilla. Dirigió la Orquesta de Volgogrado (Rusia) en 2014 y se le puede ver dirigiendo en numerosos vídeos de Youtube donde ha alcanzado más de tres millones y medio de visita dirigiendo el Himno de la Alegría de la Novena Sinfonía de Beethoven. Acaba de rodar como actor de reparto el largometraje "El móvil", de Manuel Martín Cuenca, con Javier Gutiérrez Álvarez y María León.

### Programas íntegros
- Programa 1 (06/10/09): http://www.antena3.com/videos/curso-del-63/2009-octubre-1.html
- Programa 2 (13/10/09): http://www.antena3.com/videos/curso-del-63/2009-octubre-2.html
- Programa 3 (20/10/09): http://www.antena3.com/videos/curso-del-63/2009-octubre-3.html
- Programa 4 (27/10/09): http://www.antena3.com/videos/curso-del-63/2009-octubre-4.html
- Programa 5 (03/11/09): http://www.antena3.com/videos/curso-del-63/2009-octubre-5.html
- Programa 6 (10/11/09): http://www.antena3.com/videos/curso-del-63/2009-octubre-6.html

## Segunda edición: Curso del 73 (2012)
La productora Zeppelin TV grabó la segunda temporada del reality durante el mes de julio de 2010. El programa obtuvo en su primera edición una audiencia cercana a los 3,6 millones (19,4%). Finalmente, dos años después de la grabación del programa, Curso del 73 comenzó sus emisiones el 2 de septiembre de 2012 en Neox. Esta vez, los concursantes se enfrentan a una educación propia de los años 70.

### Profesores
El profesorado del Curso del 73, a pesar de que Doña Alicia y Don Luis continúan trabajando en el Colegio San Severo, varía respecto al del Curso del 63 debido fundamentalmente a dos hechos, que son la jubilación de don Vicente como director y narrador del programa (siendo sustituido en ambos roles por doña Alicia) y la introducción de un nuevo elenco de profesores, maestros jóvenes más aperturistas que intentarán adaptar el sistema educativo del San Severo a los nuevos tiempos.
- Doña Alicia (Alicia Flon): La profesora del San Severo, se ha convertido, tras la jubilación de Don Vicente, en la nueva directora del instituto. Además luchará para que el San Severo se adapte al progreso de los nuevos tiempos, y a la vez conserve el rigor disciplinario y académico de antaño. Ella impartirá también Filosofía e Historia y será la prefecta de las chicas.
- Don Luis (Miguel Lago): Se ha convertido en jefe de estudios e intentará mantener el rigor académico y disciplinario de antaño, ya que no comparte los nuevos “aires” de modernidad que pretenden renovar al Instituto. Además impartirá asignaturas de ciencias (Matemáticas, Física y Química) y será el prefecto de los chicos.
- Doña Carmen (Horten Soler): Profesora de E.A.T.P. (Enseñanzas Artísticas Técnicas y Profesionales).
- Monsieur Didier (Didier Roussel): Profesor de Francés.
- Doña Almudena (Alejandra Alloza):  Profesora de Letras (Lengua y Literatura, Latín y Griego).
- Don Alejandro (Rodrigo Poisón): Profesor de Educación Física y supervisor nocturno.

### Alumnos[8]
| Nombres              | Edad | Residente | Información                                                                   | En el programa       |
| -------------------- | ---- | --------- | ----------------------------------------------------------------------------- | -------------------- |
| Antonio Jesús Martín | 19   | Sevilla   | Reconoce que es un vago.                                                      | Graduado con honores |
| Almudena Navarro     | 18   | Cádiz     | Su novio le pidió que eligiera entre seguir con él o entrar en el San Severo. | Graduada             |
| Cristian Cortina     | 18   | Barcelona | Lleva pendientes y tatuajes y no es demasiado buen estudiante.                | Graduado             |
| Daniel Molina        | 18   | Barcelona | No le gusta estudiar porque se distrae con facilidad.                         | Graduado             |
| Dennis Rodríguez     | 20   | Málaga    | Buen estudiante. Actualmente se prepara para ser maestro.                     | Graduado             |
| Evelyn Moyano        | 18   | Barcelona | Hace prácticas en una peluquería y gana su propio dinero.                     | Graduada             |
| Juan Alberto Luján   | 18   | Valencia  | Un prepotente, incapaz de ver la vergüenza ajena que causa.                   | Graduado             |
| Juan José González   | 18   | Badajoz   | Estudiante de informática. Es un apasionado de los ordenadores.               | Graduado             |
| Karolina Sadowska    | 19   | Madrid    | De padre español y madre polaca, llegó a nuestro país a los 3 años.           | Graduada             |
| Laura Marín          | 19   | Cádiz     | Estudia Enfermería, es rebelde y tiene mucho genio.                           | Graduada             |
| Mar Rodríguez        | 19   | Granada   | Estudia filología inglesa, es responsable pero tiene mucho carácter.          | Graduada             |
| María Aguado         | 18   | Valencia  | Es extrovertida y simpática.                                                  | Graduada             |
| Pablo Guillén        | 19   | Madrid    | Se define como un chico diferente al que le gustan las experiencias nuevas.   | Graduado             |
| Paula Madrid         | 19   | Valencia  | Nunca ha tenido novio ni nada parecido. Es mala estudiante.                   | Graduada             |
| Pedro Aguilera       | 19   | Valencia  | Muy simpático. A su edad ya sabe lo que es trabajar duro.                     | Graduado             |
| Sergio Aucejo        | 18   | Valencia  | Puro nervio y muy seguro de sí mismo.                                         | Graduado             |
| Sonia Sepúlveda      | 18   | Valencia  | Le encanta vestir de corto aunque estudia peluquería.                         | Graduada             |
| Zaida Borrás         | 20   | Valencia  | Es buena estudiante y va siempre arreglada.                                   | Graduada             |
| Alexander Serrano    | 19   | Córdoba   | Aficionado a los deportes y muy competitivo.                                  | Expulsado            |
| Noelia Jimena        | 19   | Málaga    | No le importa reconocer que es muy cabezota y contestona.                     | Abandono voluntario  |
| Yaiza Gutiérrez      | 19   | Málaga    | Dejó los estudios en 4.º de la ESO y desde entonces trabaja de dependienta.   | Expulsada            |

### Audiencias
| # | Programa                  | Fecha de emisión                  | Hora  | Espectadores | Share |
| - | ------------------------- | --------------------------------- | ----- | ------------ | ----- |
| 1 | «Entrada a San Severo»    | Domingo, 2 de septiembre de 2012  | 22:20 | 495.000      | 3,0%  |
| 2 | «Traiciones»              | Domingo, 9 de septiembre de 2012  | 22:16 | 458.000      | 2,7%  |
| 3 | «Revolución Sanseverista» | Domingo, 16 de septiembre de 2012 | 22:16 | 443.000      | 2,5%  |
| 4 | «Noche de acampada»       | Domingo, 23 de septiembre de 2012 | 22:22 | 378.000      | 2,1%  |
| 5 | «Fin de curso»            | Domingo, 30 de septiembre de 2012 | 22:23 | 362.000      | 1,9%  |

### Programas íntegros
- Programa 1 (02/09/12): http://www.antena3.com/videos/curso-del-73/2012-septiembre-2-2012082900012.html
- Programa 2 (09/09/12): http://www.antena3.com/videos/curso-del-73/2012-septiembre-9-2012090700004.html
- Programa 3 (16/09/12): http://www.antena3.com/videos/curso-del-73/2012-septiembre-16-2012091400004.html
- Programa 4 (23/09/12): http://www.antena3.com/videos/curso-del-73/2012-septiembre-23-2012092100006.html
- Programa 5 (30/09/12): http://www.antena3.com/videos/curso-del-73/2012-septiembre-30-2012092800005.html